# Advanced Dungeons & Dragons: Cloudy Mountain
Advanced Dungeons & Dragons (ursprüngliche Eigenbezeichnung und -schreibweise: ADVANCED DUNGEONS & DRAGONS Cartridge) ist ein Videospiel für die Intellivision-Spielkonsole und eines der ersten AD&D-Spiele mit einer offiziellen Lizenz des Herstellers TSR, Inc. Um das Spiel von seinem Nachfolger Advanced Dungeons & Dragons: Treasure of Tarmin und anderen AD&D-Umsetzungen unterscheiden zu können, wurde es später unter dem Titel Advanced Dungeons & Dragons: Cloudy Mountain geführt. Entwickler war das US-amerikanische Unternehmen APh Technological Consulting, erstmals veröffentlicht wurde es von Mattel Electronics 1982 in den USA.

## Spielziel
Die Handlung ist rudimentär. Ziel von Advanced Dungeons & Dragons ist das Auffinden der beiden Bruckstücke einer alten Königskrone, jeweils bewacht von einem geflügelten Drachen. Hierfür muss der Spieler gefährliches und unzugängliches Terrain passieren und unterwegs die notwendigen Gegenstände für die Beseitigung der Wegblockaden einsammeln. Während des Spiels erkundet der Spieler zufällig generierte Räume und Korridore und muss sich gegen Monster zur Wehr setzen.

## Spielprinzip
Das Spiel beginnt auf einer strategischen Übersichtskarte, mit einer Hütte inmitten einer Wildnis-Landschaft am linken Bildschirmrand sowie dem Zielort, dem namensgebenden bewölkten Berg (engl.: Cloudy Mountain), auf der rechten Bildschirmseite. Im Hintergrund sind die schnarchenden Geräusche der schlafenden Drachen des Berges zu hören. Zwischen Hütte und Berg sind verschiedene Landschaftsmerkmale wie Bergketten und Flüsse angedeutet, die es zu passieren gilt. Der Spieler kann mit Hilfe eines Auswahlcursors zwischen diesen Bereichen den Level wählen, den er als Nächstes erkunden möchte. Der Cursor setzt sich aus bis zu drei weißen Punkten zusammen, die symbolisch drei Abenteurer und gleichzeitig die Anzahl der noch zur Verfügung stehenden Leben bis zum Game over darstellen. Braune Bergketten sind unpassierbar, Flüsse, Mauern mit Toren und Wälder stellen Hindernisse dar, die nur mit speziellen Schlüsselgegenständen (Boot, Schlüssel, Axt) passiert werden können. Diese sind in Leveln zu finden, die sich hinter schwarzen Bergkettensymbolen verbergen. Beim Anwählen eines solchen Gebiets deutet eine Farbveränderung (grau, blau, rot, violett) den Schwierigkeitsgrad des Levels sowie die darin befindlichen Schlüsselgegenstände und Monster an, wodurch den Spieler sein Vorgehen in gewissem Maß planen kann.
Bei der Auswahl eines Bergkettenlevels beginnt der eigentliche Teil des Spiels. Der Spieler wird durch eine schwarze, mit einem Bogen bewaffnete Figur symbolisiert. Diese muss der Spieler durch ein Gängelabyrinth lotsen, das anfänglich noch schwarz verhüllt ist und erst durch Erkundung allmählich aufgedeckt wird. Die Idee der verdeckten Spielareale findet in nachfolgenden Computer-Rollenspielen weitere Anwendung, einschließlich Dungeons-&-Dragons-Spiele. Auf der Suche nach den benötigten Schlüsselgegenständen begegnet der Spieler unterschiedlichen gegnerischen Kreaturen, denen er ausweichen oder die er mit Hilfe seines Bogens bekämpfen kann.
Die Spielfigur beherrscht keine Nahangriffe, sondern dem Spieler stehen insgesamt drei Pfeile zur Verfügung, die durch das Drücken der Zahlentasten des Intellivision-Controllers aufgelöst werden. Durch das Aufsammeln von Pfeilköchern innerhalb der Level kann er diesen begrenzten Vorrat jedoch wieder auffüllen. Bei Berührungen der Spielfigur mit Monstern erleidet diese Schaden, angedeutet durch einen Farbenwechsel. Diese ändert sich von schwarz erst zu blau, dann zu rot. Eine dritte Verletzung ist gleichbedeutend mit dem Tod der Spielfigur. Es gibt verschiedene Schwierigkeitsgrade, die die Anzahl der Pfeile, die der Spieler finden kann, sowie die Zahl und Geschwindigkeit der Monster beeinflussen. Einfache Gegner werden mit einem Treffer, Levelbosse mit zwei Pfeilen außer Gefecht gesetzt. Die beiden Endgegner benötigen jeweils drei Treffer. Daneben gibt es auch einen unverletzlichen Gegnertyp. Pfeile können von den Gangwänden abprallen und somit auch die Figur des Spielers treffen, was wie bei Berührung durch ein Monster als Verletzung gewertet wird und somit zum Ableben der Spielfigur führen kann.
Sound ist integraler Bestandteil des Spiels. Obwohl der größte Teil der Karte zu Beginn in Dunkelheit gehüllt ist, kann die Annäherung bestimmter Gegner bereits an Geräuscheffekten vorausgesehen werden, wie etwa durch Fauchen bei Schlangen. Fledermäuse wiederum können durch ihre Flügelschläge die Geräusche anderer Kreaturen überdecken, was für den Spieler die Gefahr erhöht, in eine gegnerische Kreatur zu laufen oder überrascht zu werden. Ein weiterer besonderer Gegner sind die geräuschlosen Spinnen, die die Spielfigur zwar nicht verletzen, ihr aber wertvolle Pfeile entwenden.
Es gibt keine Kartenbegrenzung, stattdessen wiederholt sich der Levelaufbau nach gewisser Zeit, wodurch der Eindruck eines sich im Kreis drehenden Leveldesigns entsteht. Die Erkundung des Levels ist beendet, wenn der Spieler den Ausgang findet oder sämtliche Leben verloren hat. Eine Ausnahme stellt der finale Level dar, der nach dem Fund des zweiten Teilstücks der Krone sofort beendet wird. Bei erfolgreicher Erkundung kehrt das Programm auf die strategische Überblickskarte zurück, wo der Spieler mit einem sichergestellten Schlüsselgegenstand das entsprechende Hindernis überwinden und/oder den nächsten Höhlenlevel betreten kann. Hat der Spieler auch den finalen Level bewältigt, die beiden Drachen erledigt und die Kronenteilstücke eingesammelt, kehrt das Spiel ebenfalls auf die Überblickskarte zurück, auf der nun die schnarchenden Geräusche der Drachen nicht mehr länger zu hören sind.
Das Spiel ist auf einen Spieler ausgelegt, kann aber auch zu zweit gespielt werden, wobei ein Spieler die Figur lenkt, während der andere die Pfeile abfeuert.

## Entwicklungsgeschichte
Cloudy Mountain war das erste Intellivision-Spiel mit einer Cartridge mit mehr als 4K ROM. In Deutschland kam das Spiel gemeinsam mit Treasure of Tarmin 1983 auf den Markt, im selben Zeitraum, in dem auch das Pen&Paper-Regelwerk erstmals in deutscher Sprache veröffentlicht wurde.

## Rezeption
Helge Andersen von der deutschen Computerspielzeitschrift TeleMatch gab dem Spiel in seinem Testbericht vom Dezember 1983 die Schulnote 1:

„Bei Advanced Dungeons & Dragons stimmt eigentlich alles. Gewiß wird nicht jeder von dieser Gattung eines Videospiels magisch angezogen werden. Wer aber bereits fasziniert sein sollte von anderen – ich wiederhole: schwächeren – sogenannten Abenteuerspielen anderer Systeme, der findet hier beinahe das ‚Non-plus-ultra‘ vor.“

In einer Retrospektive über klassische Dungeons-&-Dragons-Computerspiele für das US-amerikanische Online-Spielemagazin IGN schrieb Autor Levi Buchanan, dass Advanced Dungeons & Dragons ein sehr einfaches Abenteuerspiel ähnlich wie Adventure sei. Es nutze die AD&D-Lizenz derart wenig aus, dass es offensichtlich sei, dass es nur um die Verwendung des prominenten Namens gehe. Er resümierte: „Obwohl es so wenig mit dem tatsächlichen D&D-Universum zu tun hat, ist es immer noch ein unterhaltsames Retrospiel und einen Blick wert.“ 2011 wurde Advanced Dungeons & Dragons: Cloudy Mountain nach einer öffentlichen Abstimmung zu den 80 Spielen gewählt, die das Smithsonian American Art Museum in seiner Ausstellung The Art of Video Games präsentierte. Es steht darin stellvertretend für die künstlerische Gestaltung von frühen Abenteuer-Spielen und Spielen der Intellivison-Konsole.